# Berna L275/10
Der Berna L275/10 ist ein Lastwagenmodell, das das Schweizer Unternehmen Berna ab 1937 herstellte.

## Technische Daten und Geschichte
Der Berna L275/10, militärische Bezeichnung «Lastw gl 1.5t 4x2», verfügt über ein Gesamtgewicht von 2200 kg, einen Aufbau mit Kabine und Brücke sowie eine Bordspannung von 6 Volt. Der 6-Zylinder-Benzinmotor mit 3600 cm³ erzeugt eine Leistung von 66 kW (90 PS).
Die Berna L275/10 waren bis 1966 im Dienst der Schweizer Armee. Ein Lastwagen Berna L275/10 befindet sich heute im Zuger Depot Technikgeschichte. Dieser Berna L275/10 wirkte im Film Das Boot ist voll mit.